# Brombachsee

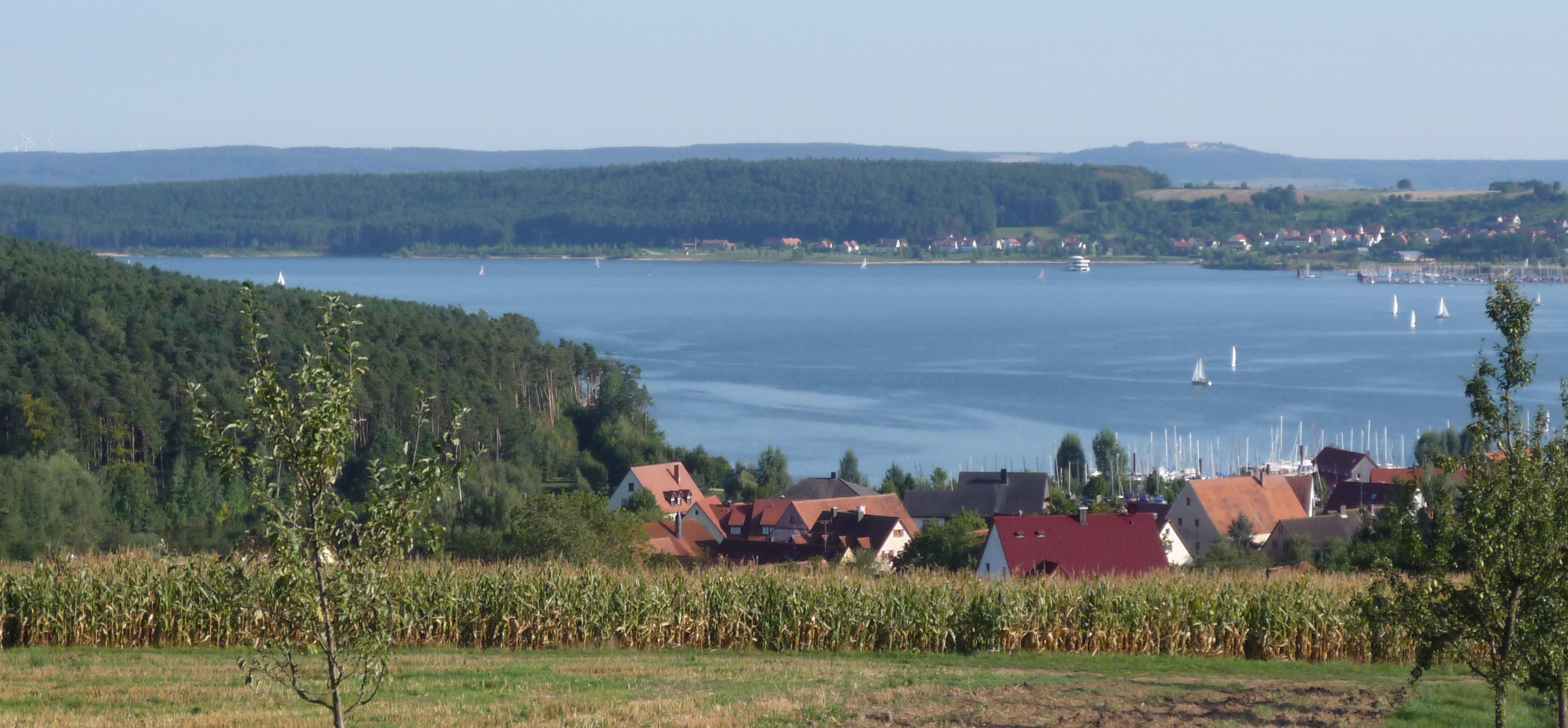
Der Große Brombachsee von Enderndorf (Stadt Spalt) aus in Richtung Ramsberg (Markt Pleinfeld) und Schwarzleite. Hinten rechts ist der Wülzburger Berg mit der Festung Wülzburg zu sehen.

Der Brombachsee ist eine Stauseeanlage zwischen Gunzenhausen und Pleinfeld in Mittelfranken in den Landkreisen Weißenburg-Gunzenhausen und Roth, bestehend aus
- dem Großen Brombachsee als Hauptsee
- seiner westlichen Vorsperre Kleiner Brombachsee
- und der nordwestlichen Vorsperre Igelsbachsee.

## Überblick

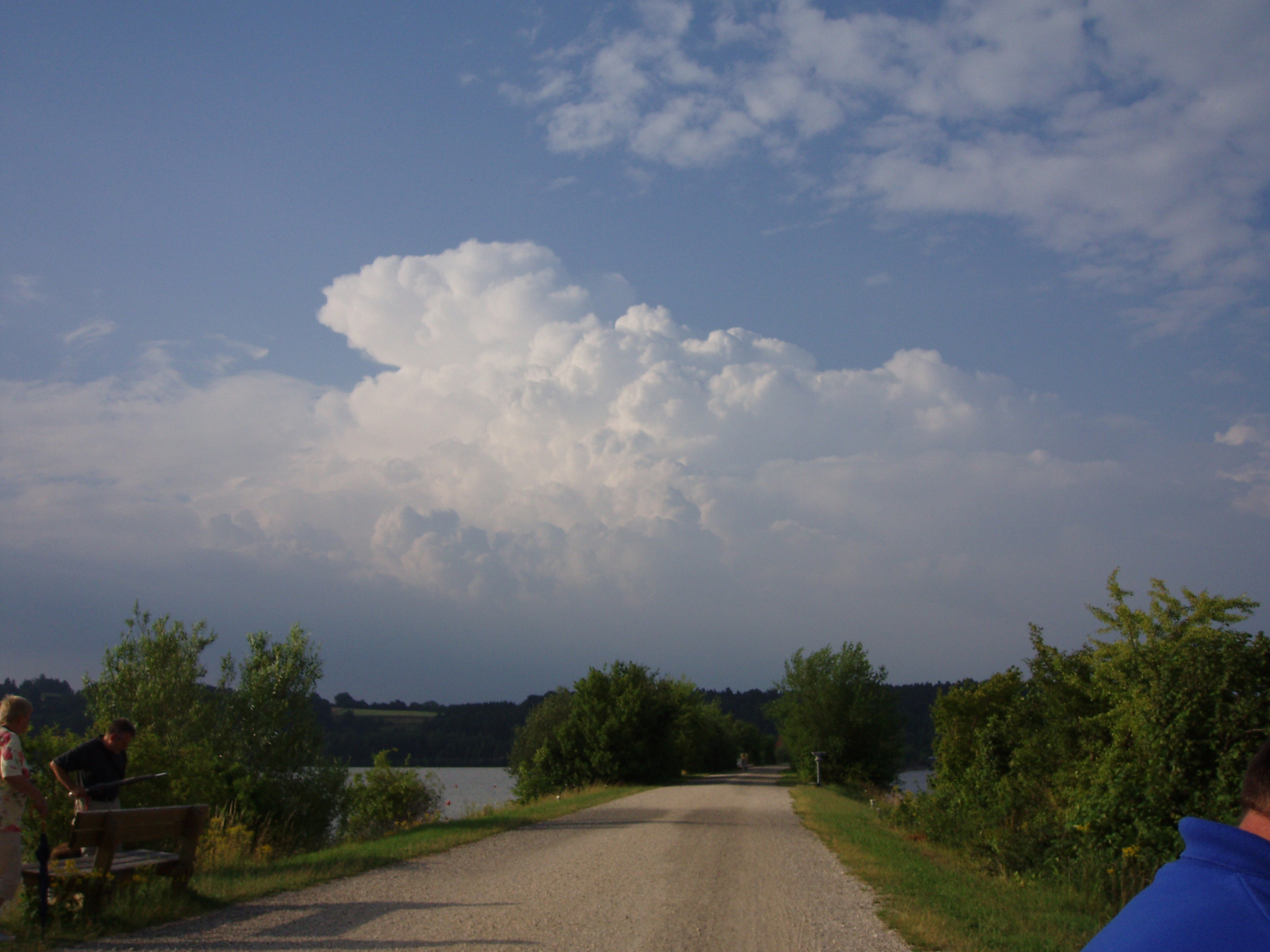
Ein schmaler Damm trennt den Großen vom Kleinen Brombachsee

Alle drei Seen zusammen haben einen Stauraum von 154 Millionen Kubikmetern und eine Wasserfläche von 12,1 Millionen Quadratmetern. Der Brombachsee ist das Herzstück des Fränkischen Seenlandes, einer für Tourismus und Wasserwirtschaft genutzten, künstlichen Seenlandschaft. Er ist der größte See in Franken und der nach Fläche zweitgrößte Stausee Bayerns. Benannt ist er nach seinem Abfluss, dem Brombach.
Im Zuge der Wasserregulierung des Main-Donau-Kanals und zur Wasserversorgung des wasserarmen Nordbayern sowie zur Naherholung und für den Fremdenverkehr wurden ab den 1970er Jahren die Stauseen geschaffen. Bei Hochwasser am Pegel Gern bei Ornbau wird dem Altmühlsee Wasser über den Altmühlzuleiter zugeführt. Dort wird es zwischengespeichert und bei Pegelüberschreitung über den Altmühlüberleiter an den Kleinen Brombachsee abgegeben. Von dort aus fließt das Wasser zunächst über den Großen Brombachsee und den Brombach in die Schwäbische Rezat, bei Georgensgmünd in die Rednitz und anschließend weiter nach Nürnberg, bevor es über die Regnitz den Main erreicht. Auf diese Weise wird Wasser, das normalerweise über die Altmühl in die Donau fließen würde, bei Bedarf über die Europäische Hauptwasserscheide hinweg in das Flusssystem des Rhein-Main-Gebietes umgeleitet. Das Bauvorhaben wurde auf Initiative des Abgeordneten Ernst Lechner am 16. Juli 1970 vom Bayerischen Landtag beschlossen und vom Talsperren-Neubauamt Nürnberg in mehreren Baustufen durchgeführt. Die Arbeiten wurden in den späten 1990ern vollendet und das Gesamtbauwerk am 20. Juli 2000 offiziell eingeweiht.

## Lage, Naturschutz und Verkehr
Der Brombachsee liegt etwa 30 km südlich von Nürnberg im Süden Mittelfrankens zwischen Gunzenhausen im Westen und Pleinfeld im Osten. Anrainergemeinden sind Absberg, Pfofeld, Spalt und Pleinfeld. Der Große Brombachsee liegt etwa drei Meter tiefer als die beiden Vorsperren. Er befindet sich größtenteils im Spalter Hügelland.
Fünf Naturschutzgebiete liegen am Brombachsee: Brombachmoor, Grafenmühle, Halbinsel im Kleinen Brombachsee, Sägmühle und Stauwurzel des Igelsbachsees.
Touristisch entwickelt die Seen der Zweckverband Brombachsee, der dort Straßen, Wege und Parkflächen plant, baut und pflegt; er unterhält eigene Einrichtungen zur touristischen Nutzung – Badestrände, Häfen, Sanitäranlagen, Spielplätze, Grillplätze, Gastronomiegebäude, Bootsverleihstationen, Wohnmobil-Stellplätze und den See-Campingplatz Langlau.
Zum selben Zweck verkehrt in den Sommermonaten auf dem Großen Brombachsee die Brombachsee, ein Trimaran, der mit seiner Architektur und Konstruktion in Europa einmalig ist, zwischen den Anlegestellen Ramsberg, Absberg, Enderndorf, Allmannsdorf und Pleinfeld.

## Abgegangene Ortschaften

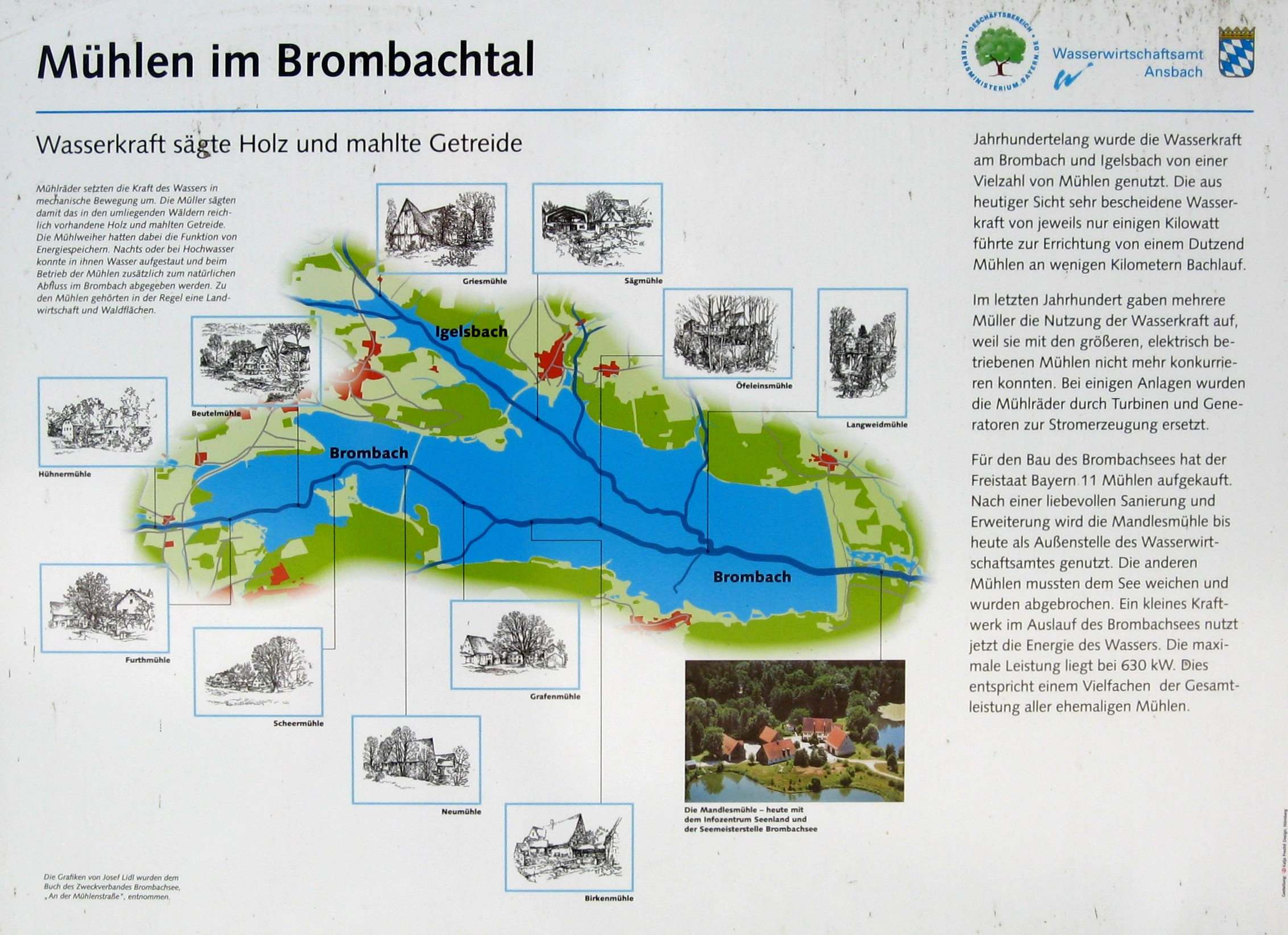
Infotafel am Nordufer des Brombachsees zu den abgegangenen Mühlen

Zum Bau der drei Stauseen des Brombachsees mussten die Einöden Beutelmühle, Birkenmühle, Furthmühle, Grafenmühle, Griesmühle, Hühnermühle, Langweidmühle, Neumühle, Scheermühle, Spagenhof, Sägmühle, Ziegelhütte, Öfeleinsmühle sowie ein Betonwerk abgerissen werden. Die Anwesen und ihre Fluren wurden dafür vom Bayerischen Staat aufgekauft. Die Langweidmühle und die Furthmühle wurden an anderen Stellen neu errichtet, die Hühnermühle, die Birkenmühle, die Neumühle, die Scheermühle und die Grafenmühle sowie Spagenhof und Ziegelhütte blieben trotz fehlender Bebauung einige Jahrzehnte lang noch als Ortsteilname von Pfofeld, Pleinfeld und Absberg erhalten. Vom Birkenhof nördlich von Absberg zwischen den beiden Gewässern Igelsbach und Gänsbach, dessen Flur ebenfalls im Großen Brombachsee versank, stand bereits 1962 nur noch eine Scheune. Die wegen des Stauseebaus aufgegebene Mandlesmühle, heute ein östlich des Großen Brombachsees gelegener Ortsteil von Pleinfeld, beherbergt heute das Infozentrum „Seenland – Wasser für Franken“ des Wasserwirtschaftsamtes Ansbach.

## Geschichte, Kunst, und Kultur

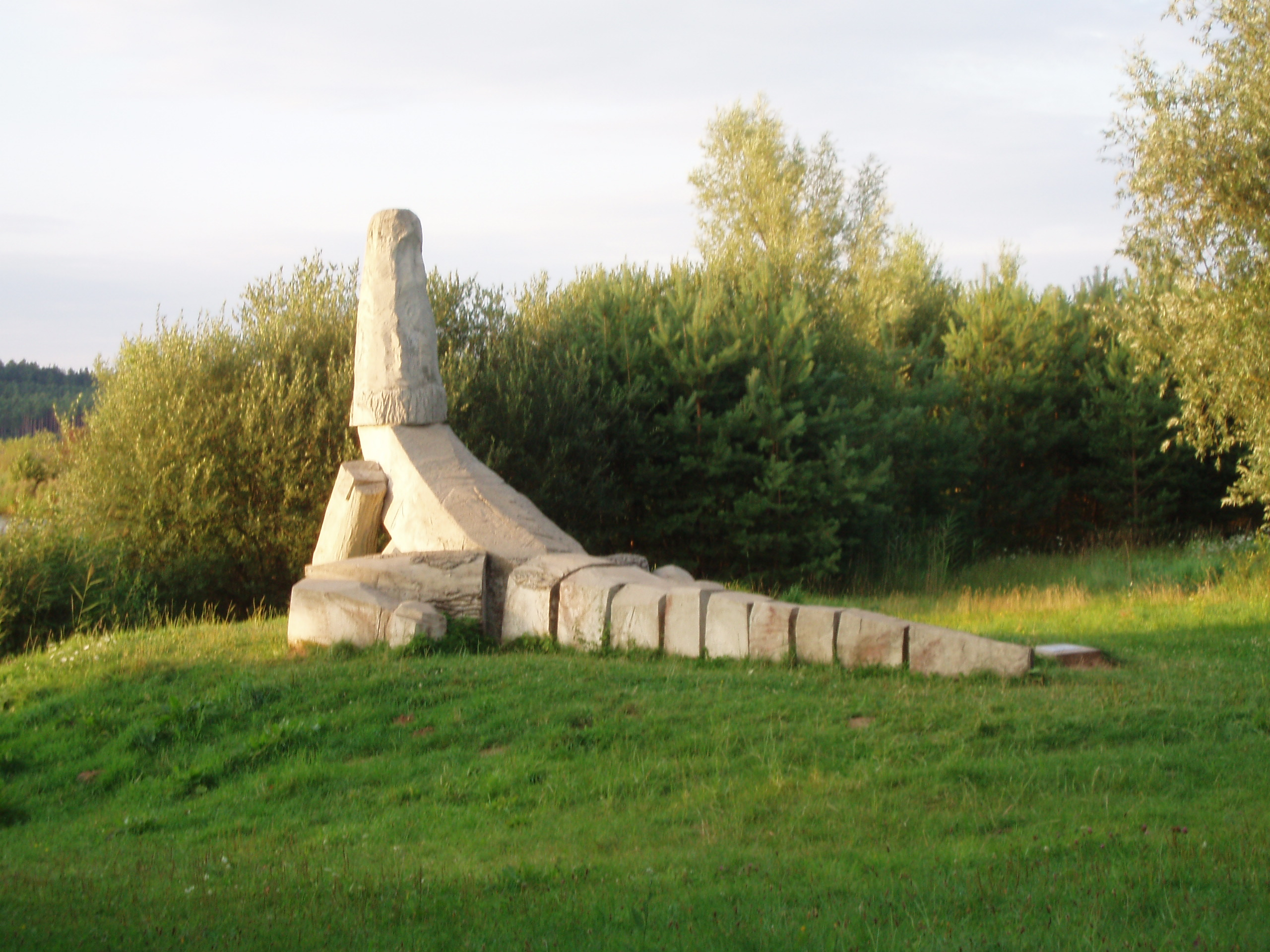
Die „Echse“, Zementguss, ca. 10 m lang und 4 m hoch von Christian Rösner

Zwei Kilometer südlich des Brombachsees verlief zur Römerzeit der 14. Streckenabschnitt des Obergermanisch-Raetischen Limes, der heute zum Weltkulturerbe zählt.
Rund um den Brombachsee wurden zahlreiche Kunstwerke errichtet. In den Anrainergemeinden finden im Jahreslauf vielfältige Kulturveranstaltungen statt.
Im Sommer 2025 wurde der Brombachsee bundesweit dadurch bekannt, dass dort zweimal Schwimmer von Welsen attackiert und leicht verletzt wurden, wohl weil sie ihren Laich schützen wollten.